# Daniel de Santis
Daniel Héctor De Santis (n. 11 de abril de 1948, si bien nació en Buenos Aires, es originario de la Ciudad de Chivilcoy) es un militante revolucionario, guerrillero veterano de la Revolución Sandinista nacido en Argentina. Fue parte del PRT-ERP. Laboralmente se desempeñó como docente, obrero en la construcción y trabajador siderúrgico, desde donde formó parte de las más variadas y avanzadas experiencias de luchas obreras en la argentina.
Integró el Partido Revolucionario de los Trabajadores, llegando a ser elegido miembro del Comité Central en 1975. Integró la Juventud Guevarista de Argentina - organización que fundó - y la Unión del Pueblo. Actualmente es el coordinador y dirigente de: Unión del pueblo y del Movimiento 19 de Diciembre.

## Reseña biográfica

### Primeros años
Asistió durante quince años a la Escuela Normal de Chivilcoy de la que egresó en 1965 como Perito Mercantil. Tanto en su familia como en esta Escuela tuvo una formación orientada hacia un liberalismo progresista.
En 1966 inició sus estudios en la carrera de Doctorado en Física de la Facultad de Ciencias Exactas (UNLP), abandonándola en su cuarto año. En 1968 comenzó su militancia por el socialismo, como estudiante, vinculado a las grandes luchas obreras del período 1968-1971, en particular a la CGT de los Argentinos, y las huelgas petrolera y textiles; siendo de la camada de jóvenes influenciados por la gesta de Ernesto Guevara en Bolivia, las acciones de propaganda armada de los Tupamaros en Uruguay y la Ofensiva del Tet Lunar en Vietnam.

### Militancia en el Partido Revolucionario de los Trabajadores
En 1971 se incorporó al Partido Revolucionario de los Trabajadores y como tal, al Ejército Revolucionario del Pueblo. Ese año dejó la Universidad para militar en la organización de los Comités de Base en los barrios obreros, con vistas a las elecciones de marzo de 1973. En esa actividad se vinculó a personalidades destacadas de la política, en particular sostuvo una estrecha relación con Silvio Frondizi.
Luego de trabajar como obrero de la construcción y metalúrgico en un taller, ingresó a la fábrica Propulsora Siderúrgica del grupo Techint como operario de línea. Allí contribuyó a la organización de las luchas obreras, siendo delegado y miembro de la Comisión Interna de reclamos.
Como dirigente de Propulsora y de la Coordinadora de Gremios en Lucha de La Plata Berisso y Ensenada encabezó las jornadas de junio y julio de 1975, también conocidas como el Rodrigazo. 
Como militante del PRT fue también combatiente del ERP cumpliendo las misiones militares encomendadas, desde reparto de víveres en barrios populares hasta otras de gran envergadura. Participó en el asalto al Batallón de Arsenales  Domingo Viejobueno en diciembre de 1975, en uno de los retenes alrededor del cuartel.  
Desempeñó distintas responsabilidades partidarias, entre otras, sucesivamente, responsable sindical, de propaganda y político de la Regional Sur de Buenos Aires, y Responsable político de la Regional Rosario. En julio de 1975 fue elegido miembro del Comité Central del PRT, viviendo hasta 1977 en la clandestinidad.

### Exilio
A fines de 1977 dirigió desde Brasil la segunda etapa del repliegue partidario. En 1978, ya en España, se vinculó a las Comisiones Obreras, en particular, al Sindicato de la Construcción de Madrid, la Confederación de Cataluña y la Federación Metalmecánica de España, participando en sus Congresos fundacionales. Ese año integró la delegación alternativa a la asamblea anual de la Organización Internacional del Trabajo encabezada por Raimundo Ongaro exsecretario General de la CGT. Trabajó como obrero de la construcción y representó a su organización en distintos congresos políticos, entre otros, encabezando la delegación que asistió a la apertura de la embajada de Irak en España y al Congreso de la Central de Trabajadores de Cuba CTC. En el segundo semestre del año estudió marxismo en la escuela del Partido Comunista de Cuba.
En 1979 fue enviado por su Partido a Nicaragua para colaborar con la Revolución Sandinista. Entre otras actividades, organizó e instruyó las Milicias Sandinistas en una de las mayores empresas de Nicaragua dedicada a la producción lechera.
En 1983 trabajó como profesor de Física y Matemáticas en la escuela secundaria, compartiendo con los asesores cubanos y nicaragüenses la orientación de los cursos de Física. Fue multiplicador de los cursos de formación política-ideológica de la Asociación Nacional de Educadores de Nicaragua (A.N.D.E.N).

### Regreso a Argentina
A su regreso a la Argentina, el 14 de diciembre de 1983,  Daniel de Santis organizó en Chivilcoy un Ateneo Político y Social que se convirtió en el centro de la actividad política durante varios años y se graduó de Profesor de Física y Matemáticas, como tal, entre 1986 y 1989, organizó los sindicatos docentes de Brandsen y nacionales de La Plata e integró la Comisión Directiva del Sindicato de Trabajadores de la Educación de La Plata. Realizó una rica experiencia al participar activamente de la gran huelga de los trabajadores de la educación de 1988.
En 1991 fue candidato a Intendente de Chivilcoy, en 1994 candidato a convencional constituyente de la Provincia de Buenos Aires por el distrito Capital (La Plata), y en 1995 candidato a Intendente de la ciudad de La Plata . En 2011  Daniel de Santis fue candidato a senador provincial por el distrito Capital (La Plata). En el año 2003 fundó la Cátedra Che Guevara en Universidad de La Plata (UNLP), y al año siguiente, con un grupo de trabajadores y estudiantes la Juventud Guevarista de Argentina (JG), concebida como una organización política de masas que se ha extendido en más de veinte ciudades de todo el país.

## Cátedra Che Guevara
La Cátedra Che Guevara  fue fundada en 2003 y es de carácter e inscripción libre y gratuita. Año a año es dictada en la Facultad de Ciencias Sociales de la Universidad de Buenos Aires, la Universidad Nacional de Rosario y la Universidad de la Plata, como también se dan charlas y ciclos en diferentes regiones, universidades, espacios, centros culturales y espacios académicos.
Los tres principales cursos que se dan son:
- Pensamiento y Acción del Che
- Las Revoluciones en América Latina
- Historia del PRT ERP

De la investigación, debate y análisis que provino de la gran participación en la Cátedra - desde intelectuales, hasta las personas que asistían- se han recopilado y elaborado una gran cantidad de documentos y libros.

## Conferencias y charlas
Entre otros muchos docentes e investigadores universitarios, Daniel de Santis  ha compartido conferencias y actos políticos en los más variados escenarios de Argentina entre los cuales se puede mencionar a Osvaldo Bayer, Carlos Calica Ferrer, la ex Decana de la Facultad de Humanidades Reyna Diez en cuyo entierro dijo las palabras de despedida. el ex Rector de la Universidad de las Madres de Plaza de Mayo Vicente Zito Lema,  Horacio González,  las/os sociólogas/os Juan Carlos Marín, Inés Izaguirre, Beba Balvé, María Cristina Tortti, Daniel Campione, Pablo Bonavena y Graciela Daleo. También se puede mencionar a  Mario Rapoport, el  actor Norman Brisky, el filósofo Néstor Kohan,  el sacerdote José Tedeschi y  los teólogos Rubén Dri y Julio Santucho.  Entre los  historiadores figuran Irma Antognazzi, Pablo Pozzi, Roberto Baschetti, Eduardo Sartelli, Héctor Löbbe, Luis Bruneto, Vera Carnovale y Eduardo Weisz. A la lista se suma  la educadora popular Claudia Korol,  los abogados Manuel Gaggero, Blanca Santucho, Luis Santucho, Carlos Orzaocoa, Leonel Guruchague, Ester Alí y Eduardo Soares. Entre las  psicólogas figuran  Liliana Guido y Perla Diez.  Otras personalidades con quienes  compartio espacios  Daniel de Santis son  el agrónomo Alberto Lapolla, los/as periodistas Stella Caloni, Emilio Corbier, Eduardo Anguita, María Seoane, Pablo Llanto, Ana Cacopardo, Luis Ortolani, Ernesto Jauretche y Carlos Aznárez.  Entre los escritores se encuentran Alejandro Horowicz ,  Abel Bohoslavsky, Oscar Anzorena y el escultor Andrés Zerneri. 
Daniel de Santis ha compartido espacios  con los dirigentes políticos Silvio Frondizi, Enrique Gorriarán Merlo, Envar El Kadri,  Gonzalo Cháves, Pablo Díaz, Eduardo Jozami, Jorge Rulli, Enrique Gandolfo, etc. En el VI Congreso del FAS compartió la tribuna con Agustín Tosco, Armando Jaime, Alicia Eguren de Cooke, Norberto Pujol, entre otros. 
Ha dictado conferencias y cursos: En las Facultades de Humanidades y Ciencias de la Educación, Periodismo y Comunicación Social, Ciencias Agrarias y Forestales, Ciencias Económicas y Trabajo Social de la Universidad de La Plata. En las Facultades de Ciencias Sociales, Derecho y Filosofía de la Universidad de Buenos Aires. Las Facultades de Ciencias Políticas y Relaciones Internacionales y de Humanidades en la Universidad de Rosario. En la Facultad de Ciencias Sociales de la Universidad del Chubut. En la Facultad de Comunicación de la Universidad de Córdoba.  En la Facultad de Humanidades de la Universidad de Tucumán. En las Universidades de San Martín, Lomas de Zamora, Lujan, Quilmes, Tandil, Mar del Plata de la Provincia de Buenos Aires. En el los Institutos Joaquín V. González y Alicia Moreau de Justo de la ciudad de Buenos Aires. En la Escuela Normal de Concepción del Uruguay.
Fue coordinador de mesas y relator  de ponencias en las I Jornadas Internacionales de Investigación y Debate Político (VII Jornadas de Investigación Histórico Social). En la Facultad de Ciencias Sociales de la Universidad de Buenos Aires, del 30 de octubre al 1 de noviembre de 2008.

## Libros publicados

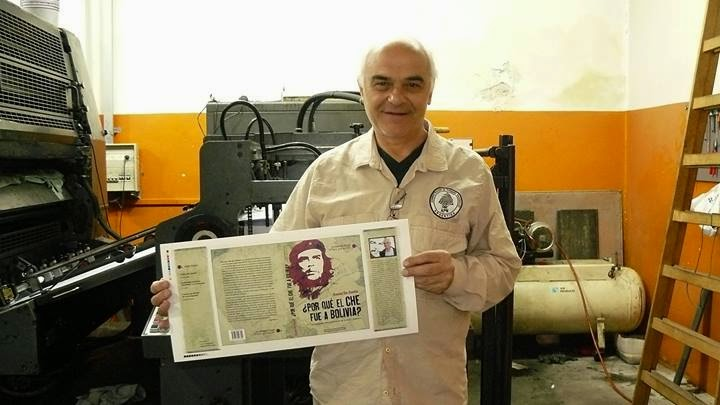
Daniel de Santis con su libro ¿Por qué el Che fue a Bolivia? en la imprenta

- A vencer o morir. PRT-ERP. Documentos. Dos tomos. Buenos Aires. Eudeba, 1998 y 2000.
- A vencer o morir. Historia del PRT-ERP. Documentos. Tomo 1 ampliado en dos Volúmenes. Buenos Aires. Nuestra América, Volumen 1, 2004 y Volumen 2, 2006.
- El PRT y el peronismo. Buenos Aires. Nuestra América, 2004.
- Entre tupas y perros. Buenos Aires. Razón y Revolución y Nuestra América, 2005.
- La historia del PRT-ERP por sus protagonistas. EF. A formar filas editora Guevarista. Buenos Aires 2010. Reeditado en 2011 y 2015.
- ¿Por qué el Che fue a Bolivia?. EF A formar filas editora Guevarista. Buenos Aires 2014
- Polémica Far - Erp / Editorial Sudestada  (julio de 2017)
- Estrategia para el Asedio capitalista (mayo de 2018)

### Otros trabajos publicados
Escribió o fue entrevistado para más de dos centenares de artículos, reportajes, entrevistas, tesis de grado, tesinas y trabajos prácticos de estudiantes universitarios argentinos, chilenos, españoles, italianos, franceses publicados en diferentes medios escritos, radiales y televisivos. A continuación mencionamos solo algunos de sus escritos publicados:
- Relación entre la organización política y la organización gremial. Publicado por primera vez en la revista Entre Todos. Buenos Aires. 1988. A formar filas, Editora guevarista. La Plata. 2006.
- El día que no conocí a Cortazar. Cuento. La Plata, enero de 1997. Revista Lilith n.º 4. Temporada primavera 2005 y revista electrónica Afuera. Estudios de crítica cultural n.º 3, nov. 2007.
- Testimonio y memoria. La lucha Obrera en Propulsora Siderúrgica. (1974-1975). Taller. Revista de Sociedad Cultura y Política. Asociación de Estudios de la Cultura y Sociedad. Vol. 2 N.° 5. noviembre de 1997.
- La política sin objeto. Masas y teoría revolucionaria. Página 12. Domingo 18 de febrero de 2001.[1]
- Prólogo a la segunda edición de A vencer o morir. Historia del PRT-ERP. Documentos. Abril de 2003.
- El hecho maldito del país burgués I. 2004. A formar filas, Editora guevarista. La Plata. 2006. Publicado en varios medios electrónicos.[2]
- El hecho maldito del país burgués II. A formar filas, Editora guevarista. La Plata 2008. Publicado en varios medios electrónicos.[2]
- Dictadura contrarrevolucionaria. 24 de marzo de 2006. La Plata. 2007. A formar filas. Editora guevarista.
- El Devotazo: un triunfo revolucionario. 12 de mayo de 2006. Publicado en Diversos medios electrónicos.
- Con naipes se podría construir un Castillo más sólido. La Plata. 23 de octubre de 2006. A formar filas Editora guevarista.[3]
- El PRT-ERP tuvo contra las cuerdas a la burguesía. Revista Sudestada n.º 56. Marzo de 2007.[4]
- Prólogo a 14250 o paro nacional del historiador Luís Brunetto. Buenos Aires 2007. Editorial Estación Finlandia.
- Informe al Comandante Che Guevara 16 de septiembre de 2007. Qué hacer n.º 2. Buenos Aires. Primavera 2007. A formar filas, Editara guevarista. La Plata. 2008.
- Tosco y su relación con el PRT-ERP. Revista Sudestada. N.º 68. Mayo de 2008.[5]
- ¡Comandante! Argentina, hacia el 14 de junio de 2008. La Plata. 2008. En la senda del Che.

### Testimonios y participaciones
Ha dado testimonio, realizado análisis políticos, investigaciones y aporte de material de archivo para varias películas documentales, entre ellas:
- Después de los días. De Fernando Rubio. Buenos Aires.
- Catorcedoscincuenta, de Luis Brunetto y Daniel López, 2007.
- Tinta Roja. De Ruy Balañá. Buenos Aires. 12 de mayo de 2007.
- Gaviotas Blindadas I, II y III. Del grupo de cine Mascaró. Buenos Aires. G.B. Primera parte 12 de mayo de 2007.
- Errepé. De Gabriel Corvi y Gustavo de Jesús. Buenos Aires. 2004.
- Informe sobre el 30 aniversario del Golpe de 1976. Canal 5 de La Plata. La Plata. 2006.
- Informe sobre la noche de los lápices. Trabajo práctico de los estudiantes de la Facultad de Periodismo y Comunicación Social. La Plata.
- Fue entrevistado en el programa Historia Confidencial sobre Ernesto Che Guevara conducido por Guillermo Pacho O’Donnell, García Hamilton y Felipe Pigna. Canal 7. Fecha aproximada junio de 2001.

Ha dado testimonio, realizado análisis políticos, investigaciones y aporte de material de archivo para varios libros, entre ellos:
- La voluntad. Eduardo Anguita y Martín Caparrós. Editorial Norma. Tomo I. Tomo II. y Tomo III. Buenos Aires. 1997, 1998 y 2000.
- Monte Chingolo. La mayor batalla de la guerrilla argentina. Gustavo Plis-Steremberg. Editorial Planeta. Buenos Aires. 2003.
- La guerrilla fabril. Héctor Löwe. Ediciones Razón y Revolución. Buenos Aires 2006.
- Las coordinadoras interfabriles. Libro del PTS.

### Trabajos como periodista
En los años 1992 y 1993 fue conductor junto a la periodista Graciela Nathanson y columnista político del programa semanal La quinta pata. En los años 2006 y 2007 fue conductor del programa semanal Historia y prensa latina. Ambos emitidos en por FM Futura de la ciudad de La Plata.